# 양적 완화
양적 완화(量的緩和, 영어: quantitative easing, QE)는 ‘중앙은행의 정책으로 금리 인하를 통한 경기부양 효과가 한계에 봉착했을 때 중앙은행이 국채 매입 등을 통해 유동성을 시중에 직접 푸는 정책’을 뜻한다. 금리중시 통화정책을 시행하는 중앙은행이 정책금리가 0%에 근접하거나, 혹은 다른 이유로 시장경제의 흐름을 정책금리로 제어할 수 없는 이른바 유동성 저하 상황 하에서 유동성을 충분히 공급함으로써 중앙은행의 통화 거래량을 확대하는 정책이다. 중앙은행은 채권이나 다른 자산을 사들임으로써, 이율을 더 낮추지 않고도 돈의 흐름을 늘리게 된다.

## 순기능
IMF에 따르면 2000년대 후반에 선진국에서 있었던 양적 완화는 리먼 브라더스 파산으로 인한 구조적 위험을 감소시키고, 경기후퇴를 막음으로써 시장의 자신감을 향상시키는 데 기여했다.

## 위험
만일 양적 완화의 필요량 예측이 과잉될 경우, 자국 통화 가치 약세와 지나친 인플레이션이 초래될 수 있다. 또, 저금리가 계속될 경우 자국에는 원하는 효과가 나더라도 다른 나라에는 자산 거품을 초래할 수도 있다. 그리고 신성장국들이 엄청난 피해를 본다.

## 미국 중앙은행의 양적 완화 정책 사례
2008년 9월 리먼 브라더스 사태 이후 글로벌 금융불안이 실물부분으로 빠르게 확산되면서 경기침체가 심화되자 주요국 중앙은행은 정책금리를 대폭 인하하였으나 효과를 보지 못하였다. 이러한 상황을 타개하기 위해 미국, 영국 중앙은행은 비전통적 통화정책 수단인 양적 완화 정책을 실시하게 된다. 미국 연방준비이사회는 리먼 브러더스 사태 이후 정책금리 수준 달성에 필요한 규모 이상으로 유동성을 공급함으로써 사실상 양적 완화 정책을 시작하였으며 2008년 12월에는 정책금리를 제로 수준으로 낮추면서 대차대조표상의 자산 부채 규모를 확대하는 정책을 상당기간 지속할 것임을 천명하였다.

### 1차 양적완화
- 2008년 11월 25일 : Fed는 1,000억 달러 규모의 정부보증모기지채권(GSE direct obligations)과 5,000억 달러 규모의 모기지유동화증권(MBS)을 매입하고 TALF라는 새로운 대출프로그램에 2,000억 달러를 투입한다고 발표한다.
- 2008년 12월 16일 : 선언문을 통해 연방기금금리를 종전 1.00%에서 0~0.25%로 낮추고, 국채와 모기지채권을 대규모로 매입해 통화공급량 자체를 늘리는 '양적완화'로의 전환을 공식 선언한다.
- 2009년 1월 28일 : Fed는 장기채 매입을 통한 양적완화 정책을 본격추진하겠다고 발표.
- 2009년 3월 18일 : FOMC는 앞으로 6개월 동안 3,000억 달러 규모의 장기국채를 직접 매입하겠다고 발표.

1차 양적완화는 2010년 1분기에 끝났으며 총 1조 7,000억 달러가 투입되었다.

### 2차 양적완화
2010년 11월 3일 : FOMC회의에서 6개월간 6,000억 달러 규모의 추가양적완화(QE2)를 시행한다고 발표.
2차 양적완화는 2011년 6월 30일 종료됐다.

### 3차 양적완화
2012년 9월 13일 : FOMC는 매달 400억 달러규모의 주택담보부증권(MBS)을 사들이기로 결정. 아울러 2014년 말로 예정된 초저금리 기조도 2015년 중반까지 6개월 연장.

### 3차 양적완화 시즌2(3.5차 양적완화)
2012년 12월 13일 FOMC는 매달 450억 달러규모의 미국 국채를 추가로 사들여 매달 채권매입 규모를 850억달러로 확대키로 결정

## 일본 중앙은행의 양적 완화 정책 사례
장기적인 경기침체를 타개하고자 일본 중앙은행 또한 채권매입을 통하여 통화량을 증가 시켰다.

### 2001~2006년 양적완화
잃어버린 10년 또는 헤이세이 불황이라고 불리는 장기 경기 침체를 타개하자, 2001년부터 2006년까지 40조엔의 채권을 일본중앙은행이 매입하였다. 골디락스라고 불리는 세계적인 호경기가 지속되자 2006년 채권매입을 중지했다.

양적완화가 무슨 뜻? 경남도민일보</ref>

### 2010~2013년 양적완화
2010년~2011년 101조엔 채권을 매입했고, 2012년 매입규모확대, 2013년 80조엔의 자산매입을 계획하였다.

### 무제한 양적완화(아베노믹스)
2013년 자민당의 아베 신조 총리가 집권하자 중앙은행의 매입한도 없는 무제한 채권매입을 통하여 무제한 양적완화를 시작하기로 결정했다. 수출분야에서 일본의 엔고 현상을 타개하여 수출 경쟁력을 제고하고, 인플레이션 목표 2% 달성을 통해 내수를 부양한다는 취지에서 아베노믹스의 일환이었다. 양적완화를 반대하는 쪽에서는 "아베노미스테이크"라고도 했다.

## 같이 보기
- 테이퍼링(tapering)
- 유동성함정